# Axel-Herman Nilsson
Pour les articles homonymes, voir Nilsson.
Axel-Herman Nilsson (né le 31 décembre 1894 et décédé le 12 mai 1989) est un ancien sauteur à ski et spécialiste suédois du combiné nordique.

## Biographie
En 1928, Axel-Herman Nilsson termine 4e en saut à ski.

## Résultats

### Jeux olympiques d'hiver
| Épreuve / Édition | Chamonix 1924 | St-Moritz 1928 |
| Saut à ski        | 6e            | 4e             |
| Combiné nordique  | 5e            |                |

### Championnat de Suède de saut à ski
- Il a été champion de Suède de saut à ski en 1922, 1923 et 1924[2].